# Prières pour la France
Au fil du temps, plusieurs prières pour la France furent élaborées. Prier pour son pays et ses dirigeants est une tradition particulièrement présente en France, que ce soit dans un cadre privé ou liturgique. L'origine de cette pratique se trouve dans la première lettre à Timothée où saint Paul invite explicitement à prier "pour tous ceux qui détiennent l'autorité" (1 Tim.2:2) afin que nous menions une vie calme et paisible en toute piété et dignité.

## La prière des Francs
Au VIIe siècle déjà, existait une prière pour le peuple de la Francie. La version française de celle-ci fut reportée, par Mgr Gay, dans son ouvrage Sainte Clotilde et les origines chrétiennes de la nation et monarchie françaises en 1867.
« Dieu Tout-Puissant et Éternel,
 Qui avez établi l'empire des Francs, pour être dans le monde l'instrument de Vos divines volontés, Le glaive et le bouclier de Votre Sainte Église,
 Nous Vous en prions,
 Prévenez toujours et partout de Votre céleste lumière, les fils suppliants des Francs,
 Afin qu'ils voient ce qu'il faut faire pour réaliser Votre règne en ce monde,
 Et, que pour accomplir ce qu'ils auront vu,
 Ils soient remplis de charité, de force et de persévérance. 
 Par Jésus-Christ Notre Seigneur. Ainsi soit-il ».

## La prière médiévale
Au XIe siècle, se développa la tradition selon laquelle une oraison pour la France était récitée dans les églises.

## La prière de l'Assomption

### Généralités
La prière pour la France du 15 août est une tradition de l'Église catholique depuis que Louis XIII, en 1638, fit le vœu de consacrer le pays à la Sainte Vierge. Elle se déroule le jour de l’Assomption.
Cette tradition est liée au rôle particulier de la France, en tant que Fille aînée de l'Église. Elle fut encouragée par des apparitions demandant de prier pour la France, comme à Pellevoisin ou La Salette, des mystiques, comme Marthe Robin ou certains papes comme Pie XII.
Au XXe siècle, la tradition, alors uniquement pratiquée dans certains sanctuaires mariaux (comme Lourdes) et dans les milieux traditionalistes, était tombée en désuétude.

### Intentions spécifiques
- Le 25 juillet 2012, pour la première fois depuis que cette tradition est tombée en désuétude, le cardinal André Vingt-Trois, président de la conférence des évêques de France, envoya une proposition unique de « prière pour notre pays »[2]  à tous les diocèses, pour le 15 août[3]. Cette prière comporte notamment, en référence à la théologie catholique de la famille et donc à son opposition au mariage homosexuel et à l'adoption homoparentale, la phrase suivante :

« Pour les enfants et les jeunes ; que tous nous aidions chacun à découvrir son propre chemin pour progresser vers le bonheur ; qu'ils cessent d'être les objets des désirs et des conflits des adultes pour bénéficier pleinement de l'amour d'un père et d'une mère. »
- En avril 2014, un réseau « des sanctuaires [qui] prient pour la France », a été créé. En font partie l’Île-Bouchard, Le Puy en Velay, la basilique du Sacré-Cœur de Montmartre, Cotignac, Notre-Dame-des-Victoires, Pontmain, Le Mont Saint Michel, Pellevoisin[4]...
- Du 15 novembre 2014 au 15 août 2015, une neuvaine de neuf mois de prière pour la France a été lancée sous le patronage du cardinal Barbarin[5].
- En 2015, en sus de l'intention de fraternité et d’unité avec les chrétiens d’Orient, les cloches de la plupart des diocèses français avaient sonné à midi en guise de soutien à ces chrétiens persécutés.
- Le 1er août 2016, Mgr Pontier, président de la Conférence des évêques de France, a plus que jamais appelé les catholiques à prier pour la France; une France dont le contexte est celui des attentats terroristes islamistes récents et, plus particulièrement depuis l'égorgement du père Jacques Hamel, le mardi 26 juillet, en l'église de Saint-Étienne à Saint-Étienne-du-Rouvray; « premier meurtre perpétré par l'État islamique dans une église européenne[6] ».

## La prière des rois, la prière de Gaule
Au XIXe siècle, la prière du Domine, salvum fac regem se présenta parfois sous les formes Domine, salvam fac Galliam – Seigneur, sauvez la Gaule/France puis Domine, salvum fac gentem Francorum.

## Les prières des papes

### La prière de Pie X
Très douloureusement touché par le sort des catholiques français, le 29 novembre 1911, lors de l'imposition de la barrette à des cardinaux, le pape Pie X adressa cette prière d'Espérance pour la France:
« Un jour viendra, et nous espérons qu’il n’est pas très éloigné, où la France, comme Saül sur le chemin de Damas, sera enveloppée d’une Lumière Céleste et entendra une voix qui lui répétera : « Ma Fille, pourquoi Me persécutes-tu ? ». Et, sur sa réponse : « Qui es-tu, Seigneur ? », la voix répliquera : « Je suis Jésus, que tu persécutes. Il t’est dur de regimber contre l’aiguillon, parce que, dans ton obstination, tu te ruines toi-même ».

### La prière de Pie XII
Avant de se rendre à retour de la dédicace de la basilique Sainte-Thérèse de Lisieux, le cardinal Eugenio Pacelli (alors futur Pie XII) adressa, pour la France, le 13 juillet 1937 en la cathédrale Notre-Dame de Paris, la prière mariale Regnum Galliae, regnum Mariae quod numquam peribit:
« Mère céleste, Notre-Dame, vous qui avez donné à cette nation tant de gages insignes de votre prédilection, implorez pour elle votre divin Fils;

Amenez-la au berceau spirituel de son antique grandeur. Aidez-la à recouvrer, sous la lumineuse et douce étoile de la Foi et de la vie chrétienne, sa félicité passée.

Regina pacis ! Oui, soyez vraiment au milieu de ce peuple qui est vôtre, Reine de la paix ! Écrasez de votre pied virginal le démon de la haine et de la discorde.

Faites comprendre au monde, où tant d'âmes droites s'évertuent à édifier le temple de la paix, le secret qui seul assurera le succès de leurs efforts :

Établir au centre de ce temple le trône royal de votre divin Fils et rendre hommage à sa loi sainte, en laquelle la justice et l'amour s'unissent en un chaste baiser.

Et que par Vous la France, fidèle à sa vocation, soutenue dans son action par la puissance de la prière, par la concorde dans la charité, par une ferme et indéfectible vigilance,

Exalte dans le monde le triomphe et le Règne du Christ, Prince de la Paix, Roi des rois et Seigneur des seigneurs. Amen. »

### La prière de Jean-Paul II
Le 14 août 1983, à la fin de la procession aux flambeaux nocturne, en cette veille de fête d'Assomption de Marie, le pape Jean-Paul II, qui se tenait sur le parvis devant l’esplanade du Rosaire, fit la critique de la France tout en la louant et entonna cette prière:
« Ici, sur cette terre de France, je confie, ô Mère de Dieu, à ton amour maternel les fils et les filles de ce peuple.

Ils n'ont pas cessé de t'honorer, dans leurs traditions, dans l'art de leurs cathédrales, dans leurs pèlerinages, dans la piété populaire comme dans la dévotion des auteurs spirituels, sûrs de demeurer proches du Christ en te contemplant, en t'écoutant, en te priant.

Beaucoup ont tenu à se consacrer à toi, y compris des rois, comme l'a fait Louis XIII au nom de son peuple.

Ô Marie, obtiens pour ces frères et sœurs de France les dons de l'Esprit Saint, afin de donner une nouvelle jeunesse, la jeunesse de la foi, à ces chrétiens et à leurs communautés, que je confie à ton Cœur Immaculé, à ton amour maternel ».

## Autres prières

### Prière de Marcel Van

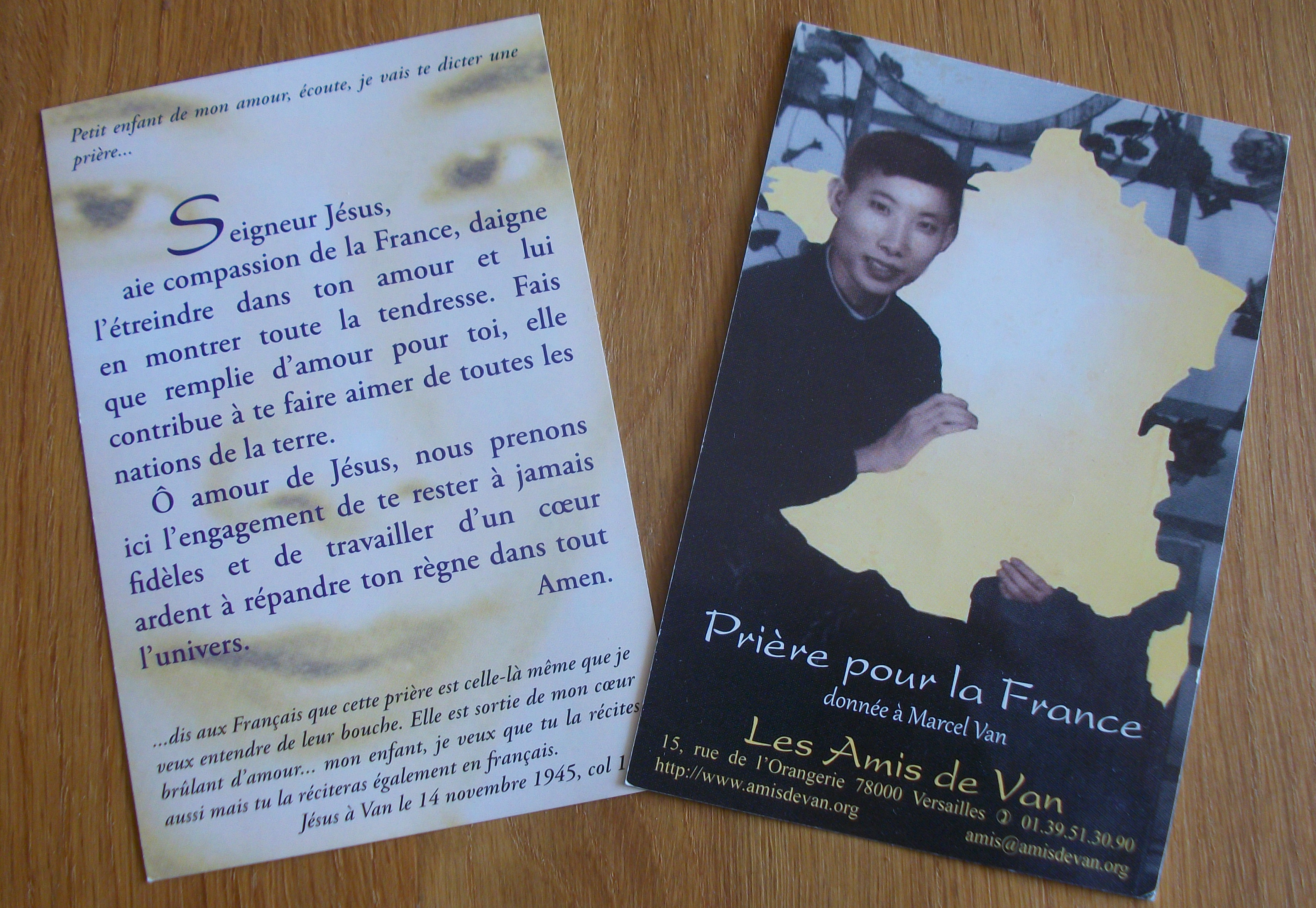
Images de la "Prière pour la France".

Prière transmise par un mystique vietnamien Marcel Van (1928-1959)
« Seigneur Jésus, aie compassion de la France,
daigne l'étreindre dans ton Amour
et lui en montrer toute la tendresse.
Fais que, remplie d'Amour pour toi,
elle contribue à te faire aimer de toutes les nations de la terre.
Ô Amour de Jésus, nous prenons ici l'engagement de te rester à jamais fidèles
et de travailler d'un cœur ardent à répandre ton Règne dans tout l'univers.
Amen. »

### Prière de Marthe Robin
Prière de Marthe Robin (1902-1981), mystique française :
« Ô Père, ô mon Dieu, délivrez et sauvez maintenant Votre France. Préparez les cœurs de ses enfants à la mission qu’ils vont avoir à accomplir pour toutes les nations et pour l’Église tout entière.
Ô Père, ô mon Dieu, que les cœurs de Vos élus tressaillent à Votre appel, reconnaissant Votre voix, Votre commandement, Votre invitation à agir. Conduisez-les chacun à leur place et chacun à sa mission. Imposez-leur tout ce que Vous voudrez de chacun et de tous. Que rien ne soit l’effet de leur choix mais de Votre unique désir et de Votre unique volonté d’Amour.
Ô Vierge Immaculée, ne les laissez pas se tromper, ni s’égarer. Gloire soit au Père, au Fils et au Saint Esprit, comme il était au commencement, maintenant et pour les siècles des siècles. AMEN. Cœur Douloureux et Immaculé de Marie, priez pour nous. Saints et saintes du Ciel, priez pour nous »,.